# Senise
Senise község (comune) Olaszország Basilicata régiójában, Potenza megyében.

## Fekvése
A megye délkeleti részén fekszik. Határai: Chiaromonte, Colobraro, Noepoli, Roccanova, San Giorgio Lucano és Sant’Arcangelo.

## Története
A település alapításáról nem maradtak fenn pontos adatok. 1916-ban egy római villa romjai bukkantak a település határában. Vára a 11. században épült, a normann uralom idején. A következő századokban a chiaromontei grófok birtok volt. A 19. század elején, amikor a Nápolyi Királyságban felszámolták a feudalizmust, önálló község lett.

## Népessége
A népesség számának alakulása:

## Főbb látnivalói
- Palazzo Marcone
- Palazzo Fortunato
- Palazzo Donnaperna
- Palazzo Barletta
- San Francesco-templom (1270)